# Корби, Майкл
Майкл Уэллс Корби (англ. Michael Wells Corby, 18 февраля 1940, Британская Индия) — английский и британский сквошист и хоккеист (хоккей на траве), нападающий.

## Биография
Майкл Корби родился 18 февраля 1940 года в Британской Индии.
Играл в хоккей на траве за «Хаунслоу».
В 1964 году вошёл в состав сборной Великобритании по хоккею на траве на Олимпийских играх в Токио, поделившей 9-10-е места. Играл на позиции нападающего, провёл 4 матча, мячей не забивал.
В 1972 году вошёл в состав сборной Великобритании по хоккею на траве на Олимпийских играх в Мюнхене, занявшей 6-е место. Играл на позиции нападающего, провёл 7 матчей, забил 3 матча (по одному в ворота сборных Мексики, Кении и Нидерландов).
В течение карьеры провёл более 100 матчей за сборные Англии и Великобритании.
В 1967, 1969 и 1971 годах выступал за сборную Великобритании на командном чемпионате мира по сквошу и трижды завоевал серебряную медаль. В 1975 году завоевал золото чемпионата Европы. Всего в 1966—1976 годах провёл в её составе 16 матчей.
Был вице-президентом Всемирной федерации сквоша и президентом Британской федерации хоккея на траве.
Корби — основатель и владелец сети фитнес-клубов в Великобритании.  

## Семья
Был дважды женат, имеет четверых детей.